# Michiko Naruke
Michiko Naruke (なるけ みちこ Naruke Michiko) er en Japansk komponist af videospilmusik, kendt for hendes arbejde med Wild Arms-serien.

## Karriere som komponist
Michiko Naruke arbejdede tidligere med Telenet Japan og Riot. Mange af de folk der arbejdede for de to firmaer forlod dem dog for, sammen med Naruke, senere at arbejde for Media.Vision. Udover musikken til Wild ARMs-serien, har hun også komponeret musik til Psycho Dream og Tenshi no Uta-serien. Til trods for, at det er blevet spekuleret, at Naruke har komponeret under pseudonymet "Hassy" for @MIDI albumene, har komponisten selv udtalt, at Hassy er en anden person.
Naruke har lavet et antal sange til Media.Visions Wild ARMs-serie. Til tider indeholder hovedtemaet og sluttemaet af Wild ARMs sangene lyriker, tidligere sunget af Machiko Watanabe og Kaori Asoh. Ved seriens tiårsjubilæum blev en ny sangerinde, ved navn Nana Mizuki, introduceret. Narukes kompositioner til Wild ARMs-serien inkludere hendes velkendte fløjtestykker, fløjtet af Naoki Takao. Naruke har komponeret mere end 400 sange til Wild ARMs-serien. Under produktionen af Wild ARMs: The 4th Detonator blev Naruke dog syg, hvilket gjorde det til første gang i Wild ARMs-serien, hvor hun ikke havde komponeret hele soundtracket.

## Diskografi
- 1990 – Valis III Original Soundtrack (medkomponist)
- 1991 – Tenshi no Uta (medkomponist med Shinobu Ogawa)
- 1992 – Psycho Dream
- 1993 – Tenshi no Uta 2: Datenshi no Sentaku (komponist)
- 1994 – Tenshi no Uta: Shiroki Tsubasa no Inori (medkomponist med Motoi Sakuraba)
- 1996 – Wild ARMs Original Game Soundtrack
- 1998 – Wild ARMs DRAMA vol. 1 (komponist)
- 1999 – Wild ARMs: 2nd Ignition Original Soundtrack
- 2002 – Wild ARMs: Advanced 3rd Original Soundtrack
- 2002 – Alone the world: Wild ARMs Vocal Collection (komponist)
- 2002 – WILD ARMS: 2nd IGNITION ORIGINAL DRAMA (komponist)
- 2002 – WILD ARMS: Advanced 3rd ORIGINAL DRAMA (komponist)
- 2003 – The Elegy of the Battle (original komponist for sang 8)
- 2004 – Wild ARMs: Alter Code: F Original Score
- 2005 – Wild ARMs: the 4th Detonator Original Score (medkomponist)
- 2006 – Wild Arms Complete Tracks
- 2006 – Wild ARMs Music the Best -feeling wind- (komponist)
- 2006 – Wild ARMs Music the Best -rocking heart- (komponist)
- 2006 – FM Sound Module Maniax (medkomponist, arranger)
- 2006 – Wild ARMs: the Vth Vanguard Original Score vol. 1 (medkomponist)
- 2007 – Wild ARMs XF: Crossfire (original komponist, lyrist)
- 2007 – Super Smash Bros. Brawl (arranger: "The Legend of Zelda: Ocarina of Time Medley", "Bramble Blast")
- 2008 – RIZ-ZOAWD (medkomponist med Hitoshi Sakimoto)[2]